# 喀麥隆盤唇鱨
喀麥隆盤唇鱨，為輻鰭魚綱鯰形目倒立鯰科的其中一種，分布於非洲喀麥隆、赤道幾內亞及加彭的沿岸溪流，體長可達5.5公分。

## 扩展阅读
維基物種上的相關：喀麥隆盤唇鱨